# Ten Boer

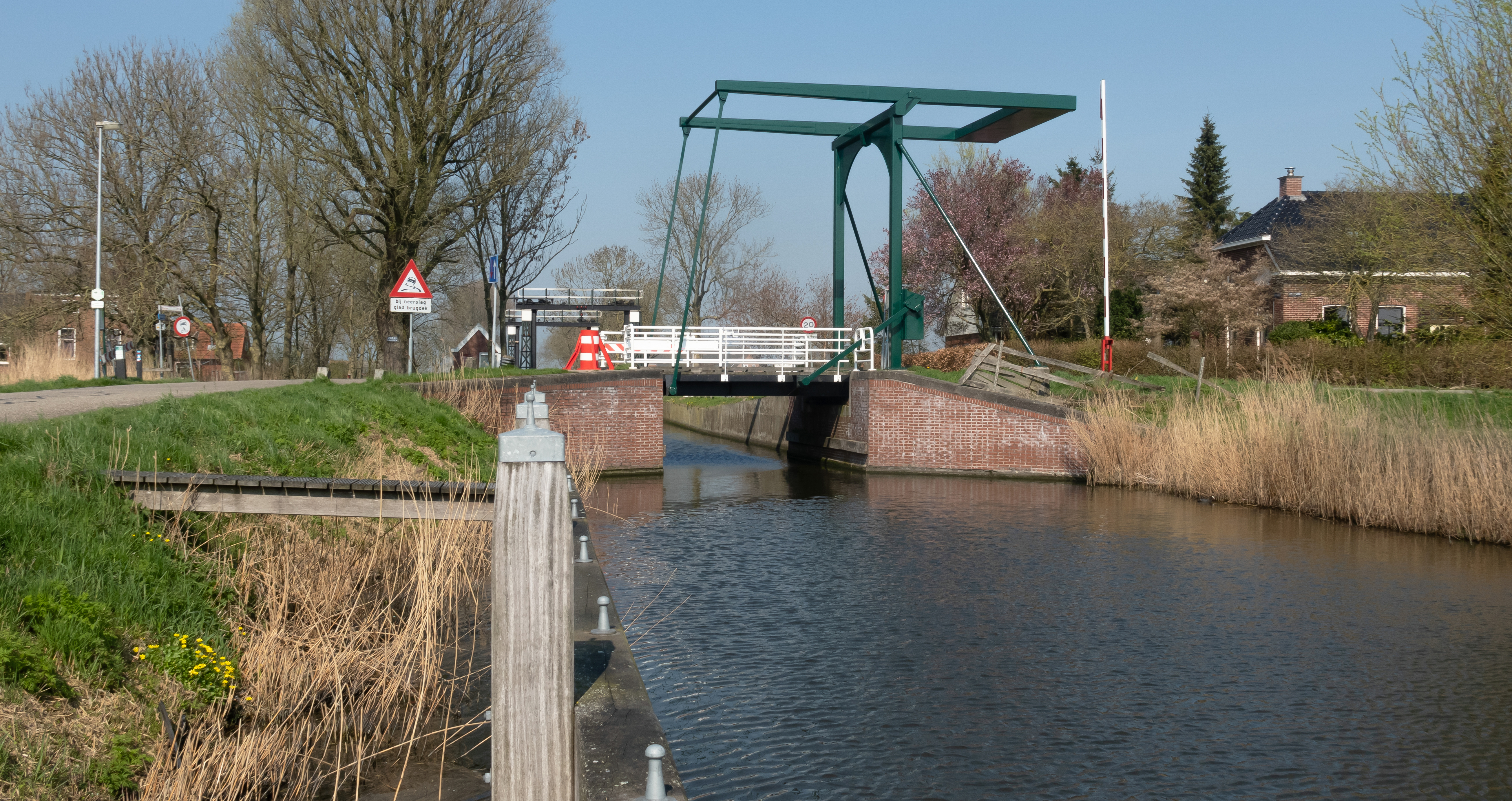
Zugbrücke bei der Wolddijk-Stadsweg

Ten Boer (anhörenⓘ) ist ein Ort und eine ehemalige Gemeinde in der niederländischen Provinz Groningen. Zum 1. Januar 2019 wurden Haren und Ten Boer der Gemeinde Groningen angegliedert. In Ten Boer leben 5.850 Einwohner (Stand: 1. Januar 2024).
Weil viele Einwohner in den 1950er Jahren in die Provinzhauptstadt Groningen gezogen waren, gibt es nicht viele Arbeitsplätze im kommerziellen Sektor. Derzeit dominieren die Landwirtschaft und der Tourismus.

## Politik

### Fusion
Ten Boer wurde zum 1. Januar 2019 mit der Gemeinde Haren nach Groningen eingemeindet.

### Sitzverteilung im Gemeinderat
Der Gemeinderat wurde von 2002 bis zur Gemeindeauflösung folgendermaßen gebildet:
| Partei          | Sitze | Sitze | Sitze | Sitze |
| Partei          | 2002  | 2006  | 2010  | 2014  |
| --------------- | ----- | ----- | ----- | ----- |
| Algemeen Belang | 2     | 2     | 3     | 3     |
| CDA             | 3     | 3     | 3     | 3     |
| ChristenUnie    | 3     | 2     | 3     | 3     |
| GroenLinks      | —     | —     | —     | 2     |
| PvdA            | 3     | 5     | 4     | 2     |
| VVD             | 2     | 1     | —     | —     |
| D66             | 0     | —     | —     | —     |
| Gesamt          | 13    | 13    | 13    | 13    |

Aufgrund der Fusion zum 1. Januar 2019 fanden die Wahlen für den Rat der (neuen) Gemeinde Groningen am 21. November 2018 statt.

### Bürgermeister
Vom 1. Oktober 2017 bis zum Zeitpunkt der Gemeindeauflösung war Frank de Vries (PvdA) kommissarischer Bürgermeister der Gemeinde. Zu seinem Kollegium zählten die Beigeordneten Peter Heidema (CDA), Annie Postma (GroenLinks) sowie der Gemeindesekretär Leo Bosdijk.

## Persönlichkeiten
- Remco van der Schaaf (* 1979 in Ten Boer), Fußballspieler